# 잃어버린 도시 Z (책)
《잃어버린 도시 Z: 아마존의 치명적인 유혹에 관한 이야기》(영어: The Lost City of Z: A Tale of Deadly Obsession in the Amazon)는 2009년 발행된 데이비드 그랜의 논픽션 책이다.